# چاکرسو (تاش‌اوا)
چاکرسو (به لاتین: Çakırsu) یک منطقهٔ مسکونی در ترکیه است که در تاشوا واقع شده‌است.